# Radamist
Radamist (georgià: რადამისტი), príncep reial georgià, va ser rei d'Armènia de l'any 51 al 53 i del 54 al 55.
L'any 51, el rei georgià Pharsman I d'Ibèria va trair el seu germà Mitridates d'Armènia, a qui va fer fugir a Garní una fortalesa on s'estacionava una guarnició romana, propera a l'actual Yerevan, i va col·locar al tron el seu propi fill Radamist. El cap de la guarnició romana Celi Pol·lió, subornat per Radamist, va permetre una entrevista del rei enderrocat amb el seu nebot, i durant l'entrevista Radamist va capturar traïdorament Mitridates i el va fer matar. Seguidament Radamist va ser proclamat rei. El governador de Capadòcia, Juli Poligne, que va anar a Armènia per posar ordre, també va ser subornat, i finalment va acceptar els fets.
El rei Vologès I de Pàrtia, disconforme amb el que havia passat, va envair Armènia i va conquerir Artàxata, on va proclamar rei el seu germà Tiridates I l'any 53, però a l'hivern, en retirar-se els soldats parts per una epidèmia, Radamist va recuperar el poder. Es va sobrepassar en les venjances i repressions produïdes, i la noblesa se li va girar en contra i es va produir una revolta general cap a finals del 54 o al 55) i va haver de fugir, i Tiridates va tornar a ser rei l'any 55. La dona de Radamist, Zenòbia d'Armènia, filla de Mitridates d'Armènia, que era la seva cosina, es va quedar enrere ja que estava embarassada i cansada, per tal de no endarrerir la fugida del seu marit. Radamist va córrer al seu costat, i ella va demanar-li que ja que no podia seguir, la matés i la deixés. El marit li va clavar l'espasa i la va abandonar vora el riu. Uns pagejos la van trobar encara viva, la van curar i al veure les seves vestidures reials la van portar davant de Tiridates, que la va tractar com una reina. Tàcit, en els seus Annales, explica la història, un fet que va inspirar Prosper Jolyot de Crébillon per a la seva tragèdia Radamist i Zenòbia, de la qual deriva l'òpera de Händel Radamisto, del 1720.
Radamist va tornar al Regne d'Ibèria, on un temps després va morir assassinat per ordre del seu pare, assabentat que conspirava contra ell.